# تائو لی
تائو لی (به انگلیسی: Tao Li) (زادهٔ ۱۰ ژانویهٔ ۱۹۹۰) شناگر اهل سنگاپور است.